# Escut i bandera de Xèrica
L'escut i la bandera de Xèrica representen els símbols tradicionals de Xèrica, municipi i vila reial del País Valencià, a la comarca de l'Alt Palància, amb l'antic castell i els quatre pals.

## Escut heràldic
L'escut té el següent blasonament:
| « | Escut quadrilong acabat en punta. En camper d'or, quatre pals de gules, al tot, un castell d'argent, maçonat i aclarit de sable. Al timbre, corona reial oberta. | » |

## Bandera de Xèrica
La bandera oficial de Xèrica té la següent descripció:
| « | Bandera de proporcions 2:3. En camp d'or, quatre pals de gules i al centre un castell d'argent, maçonat i aclarit de sable, acostat dos ovals d'or, bordurats de roig, amb un lleó rampant coronat de gules, el de la destra mirant a la sinistra i el de la sinistra mirant a la destra. | » |

## Història
L'escut fou aprovat per resolució de 14 de març de 2005 del conseller de Justícia i Administracions Públiques, publicada en el DOGV núm. 4.983, de 12 d'abril de 2005.

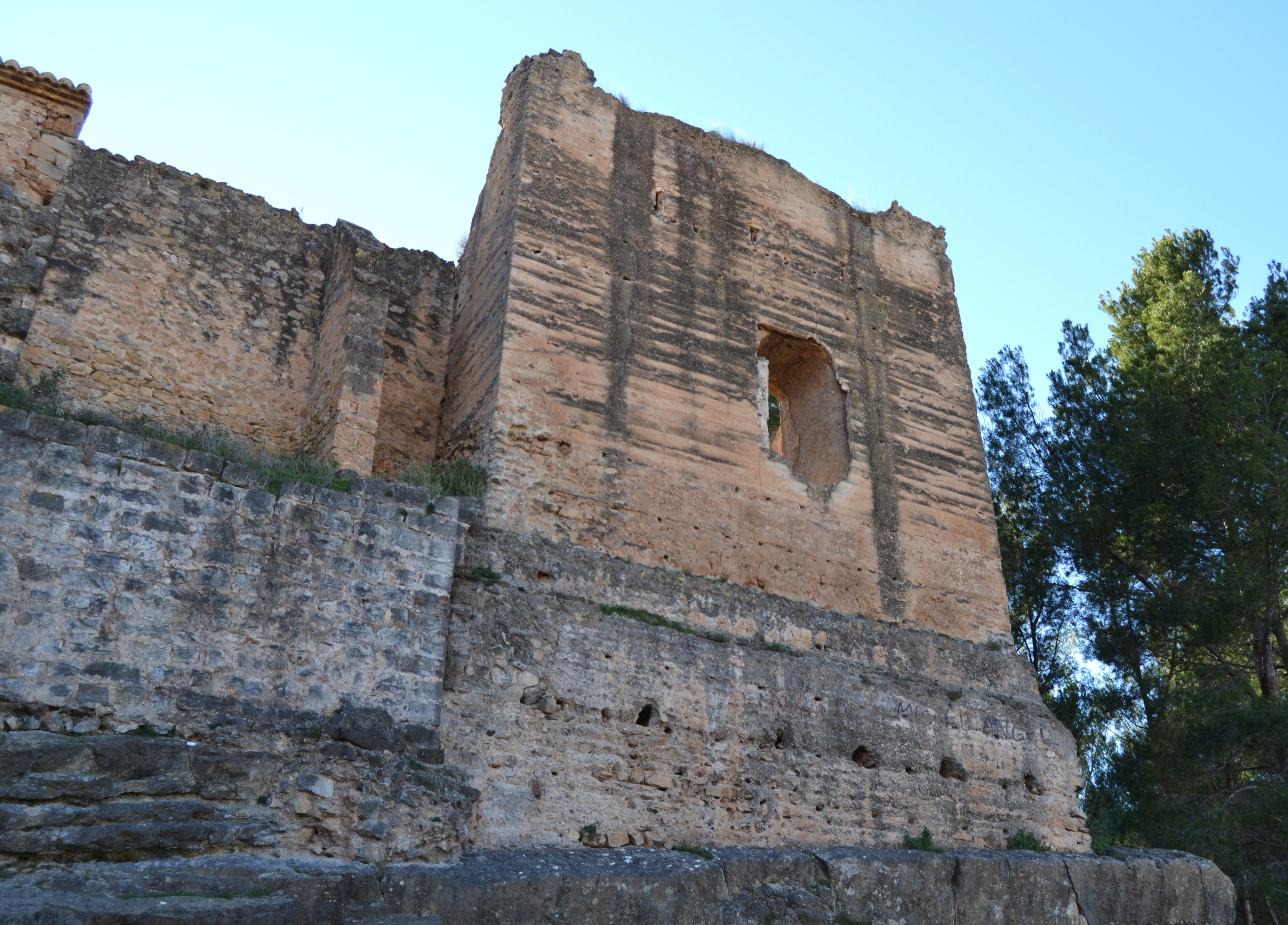
Torre de l'antic castell de Xèrica.

Es tracta de l'escut tradicional que la vila adoptà el 1565 en canviar el Fur d'Aragó precedent pel de València. S'hi representa el castell de Xèrica, d'origen musulmà. Actualment només en queden restes en l'ermita de Sant Roc de Xèrica. Els quatre pals recorden la seva condició de vila reial, ja que Jaume I li atorgà la carta de població el 1249.
La bandera fou aprovada per resolució de 18 de maig de 2007, del conseller d'Administració Pública, publicada en el DOCV núm. 5.525, de l'1 de juny de 2007. Observat un error en la descripció de la bandera s'hi va modificar aquesta per resolució de la Conselleria de Solidaritat i Ciutadania de 15 de novembre de 2010, publicada en el DOCV núm. 6.401, de 19 de novembre de 2010 i correccions d'errades en la versió en valencià en els DOCV núm. 6.454 de 7 de febrer de 2011 i núm. 6.800 de 20 de juny de 2012.

## Galeria d'imatges

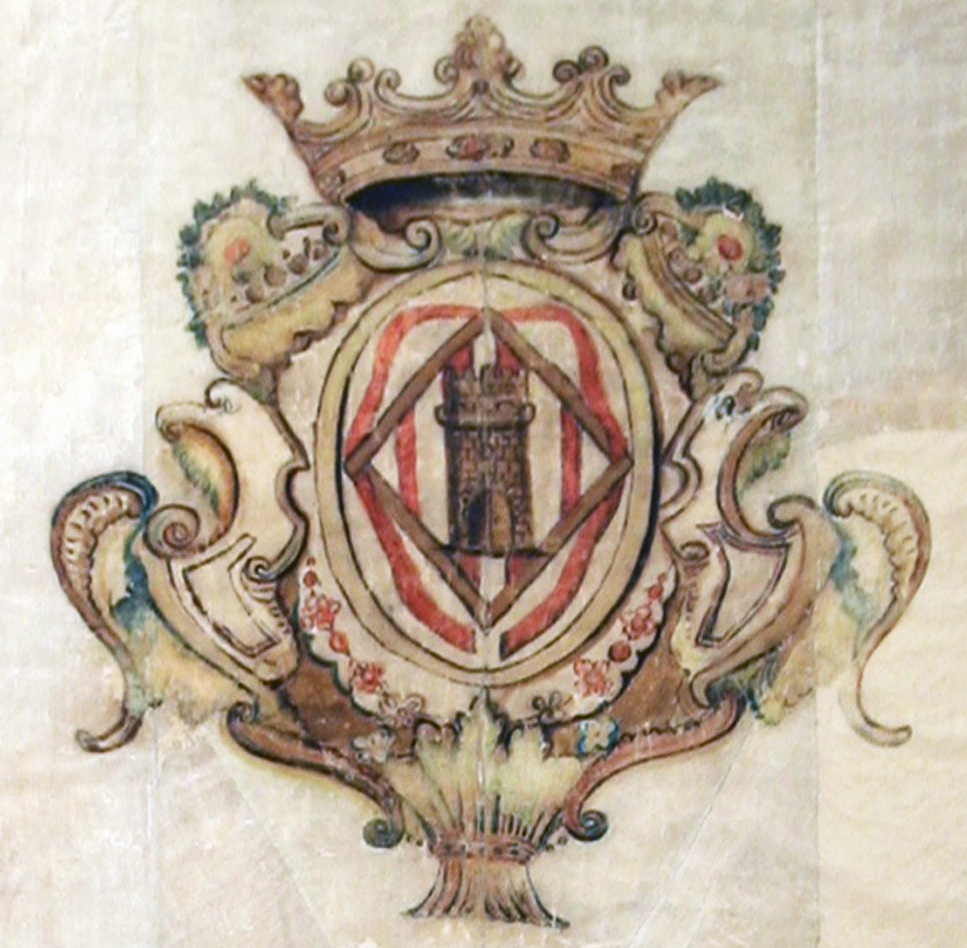
Detall del Penó de la Conquesta de Xèrica.
Segell de l'Ajuntament, de 1877, a l'AHN.
Segell de l'Alcaldia, de 1877, a l'AHN.
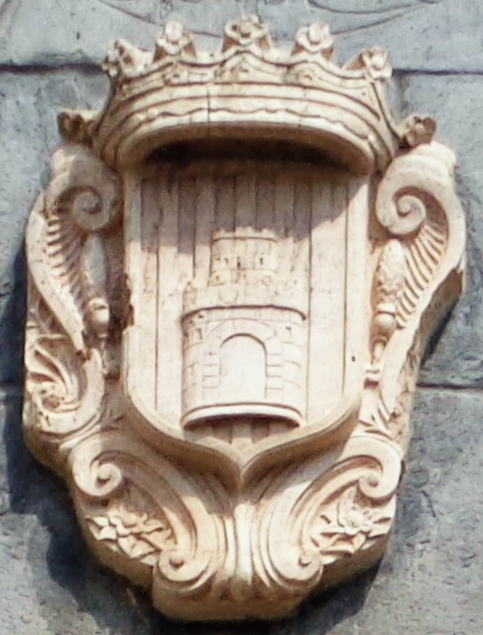
Escut a la Font de Santa Àgueda.